# Jardin Dumaine
Pour les articles homonymes, voir Dumaine.
Le jardin Dumaine est un jardin public appartenant à la commune de Luçon, dans le département français de la  Vendée, situé à côté de l’hôtel de ville.

## Histoire
Le parc a été offert à la ville en 1872 par Pierre-Hyacinthe Dumaine. Planté ici d'arbres telle une forêt, agrémenté là de parterres colorés qui soulignent le manteau vert de la pelouse avec ses massifs, il recèle des essences rares.
Docteur en médecine, Hyacinthe Dumaine s'attache à l'amélioration du pays, écrit des ouvrages sur l'amélioration de l'agriculture par la canalisation des marais, et sur l'amélioration du commerce par l'aménagement du canal de Luçon.
Il meurt en 1872 en léguant à la ville son bien, qui abritent actuellement l'hôtel de ville, ses dépendances et le jardin de la Paumerie (jardin Dumaine) de 4,5 ha qui deviendra un parc public municipal.
Julien David, chef de la philharmonie luçonnaise fait construire un kiosque à musique en 1907, ainsi que toutes les pièces d'eau. Il donna l'aspect actuel du jardin.
En 2014, une campagne d'élagage a abattu 35 chênes centenaires attaqués par un insecte, le capricorne. Le jardin reçoit un reboisement plus varié, avec 750 arbres plantés.
Le Jardin a permis à la ville de gagner trois fleurs au Concours des villes et villages fleuris de 2008.
Il a été classé parmi les plus beaux jardins de France.

## Composition
À l'entrée principale du parc, sur la droite une allée d'ifs de 1830, menant vers le théâtre de verdure. Puis au centre, un bassin octogonal et un kiosque à musique. Un peu plus bas, se logent un étang, sa grotte et ses rocailles. Autour de différentes allées se trouve un bois en étoile, on y débouche ensuite sur une large pelouse décorée de motifs en arts topiaires renouvelés tous les ans et représentant les Fables de La Fontaine. Se complète d'une orangerie datant de 1875.
Arbres remarquables, arbres d'alignement, arbustes, plantes vivaces et fleurs annuelles sont les atouts charmés de ce jardin.

## Galerie

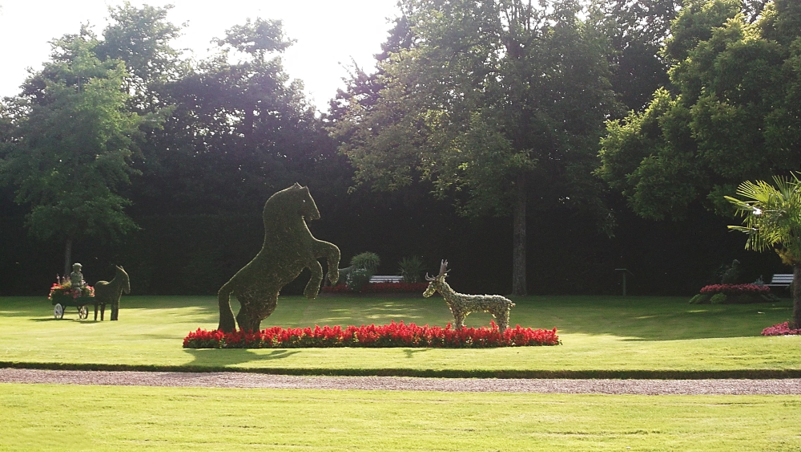
Massifs topiaires de la grande pelouse.
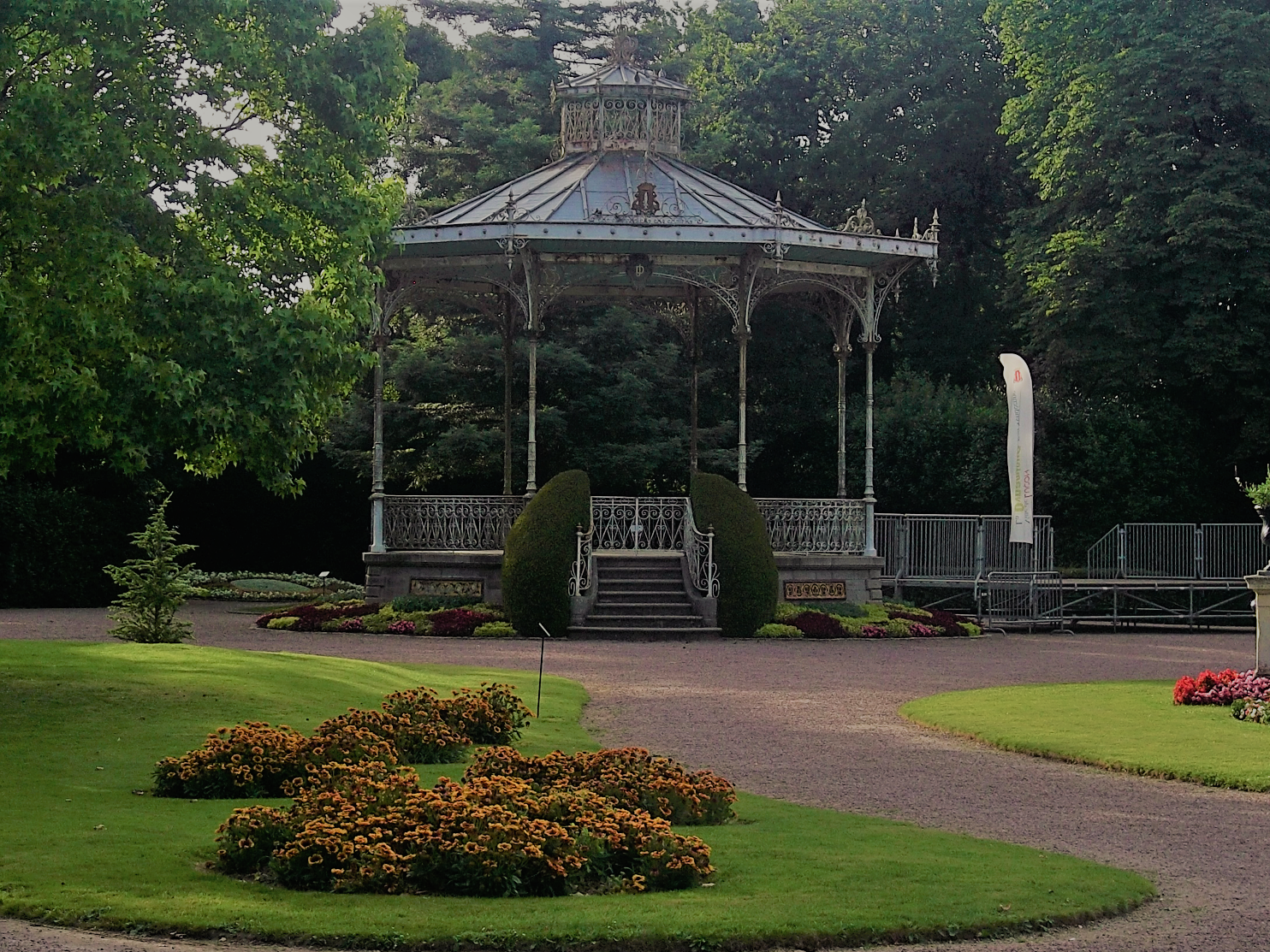
Kiosque à musique.
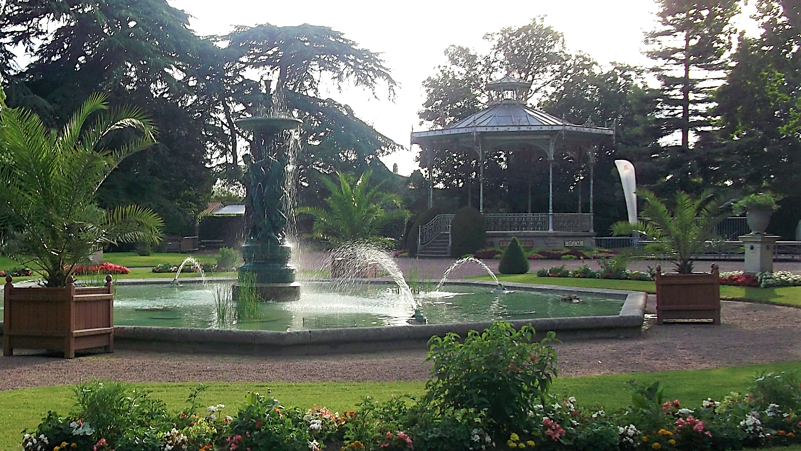
Bassin et fontaine des Naïades.